# La travessa 1
La travessa 1 o La travessa: Expedició Pirineus fou un programa de televisió català del gènere de la telerealitat d'aventures. Produït per la productora Aguacate & Calabaza films. Una idea original de Jorge Velasco i Núria Velasco i presentat per Laura Escanes i estrenat el 30 d'octubre de 2023 a 3cat, amb motiu de l'estrena de la nova plataforma audiovisual de Televisió de Catalunya. L'estrena per TV3 fou el 7 de juny de 2024. El format rau en una competició de travessa de muntanya en què hi participen 16 concursants repartits en 8 parelles.
El 13 de març de 2023 es va anunciar el procés de selecció per un nou programa de televisió, La travessa; del qual es van presentar més de 1.000 persones. El 19 de maig s'anuncia que la presentadora del reality serà Laura Escanes. Durant el mes de juny es va realitzar el rodatge del concurs. El cost del programa ha estat de 780.695€.
El 20 de novembre es va fer la preestrena del capítol final amb presència de la presentadora i tots els concursants al Teatre Victòria de Barcelona davant de 1.200 espectadors.

## Dinàmica
Durant quinze dies, vuit parelles competeixen travessant els Pirineus. Els concursants hauran de recórrer més de 200 quilòmetres creuant cims, boscos i barrancs i enfrontant-se a reptes que posaran al límit les seves forces. Travessaran Catalunya caminant d'oest a est per ser els primers d'arribar al cap de Creus. No coneixen el recorregut de l'etapa ni els reptes que es trobaran: cada mapa els portarà al següent, fins al destí final en una competició cronometrada on els millors lluitaran per obtenir beneficis i els pitjors, per no quedar eliminats. Només dues parelles podran arribar a la gran final per guanyar els 10.000 euros de premi.
Hi ha dos tipus d'etapes: no eliminatòries on els dos equips més ràpids al final d'etapa s'enfronten en una prova de benefici i les eliminatòries, on els dos equips més lents s'enfronten en la prova d'eliminació per abandonar el programa.
Durant cada etapa també hi haurà un punt de control al mig del recorregut on les parelles podran aconseguir avantatges o desavantatges per a ells mateixos o cap a la resta d'equips.

## Concursants
| Equip     | Relació           | Edat | Professió               | Posició                          |
| --------- | ----------------- | ---- | ----------------------- | -------------------------------- |
| Esterri   | Exparella         | 27   | Emprenedor              | 2rs eliminats / 1rs classificats |
| Clara     | Exparella         | 26   | Treballadora ONG        | 2rs eliminats / 1rs classificats |
| Carme     | Sogra i gendre    | 62   | Gestora cultural        | 3rs eliminats / 2ns classificats |
| Xevi      | Sogra i gendre    | 39   | Tapisser                | 3rs eliminats / 2ns classificats |
| Sílvia    | Amics de curses   | 31   | Tecnòloga alimentària   | 3rs classificats                 |
| Alejandro | Amics de curses   | 31   | Director de producte    | 3rs classificats                 |
| Quim      | Amics de muntanya | 32   | Ambientòleg             | 5ns eliminats                    |
| Lluís     | Amics de muntanya | 42   | Metge de capçalera      | 5ns eliminats                    |
| Teresa    | Amigues de swing  | 51   | Fisioterapèuta          | 4es eliminades                   |
| Piluca    | Amigues de swing  | 52   | Entrenadora             | 4es eliminades                   |
| Mònica    | Germanes          | 36   | Entrenadora d'executius | Abandonament forçat              |
| Marta     | Germanes          | 38   | Directora de màrqueting | Abandonament forçat              |
| Oriol     | Parella           | 45   | Metge intensivista      | Abandonament voluntari           |
| Mireia    | Parella           | 43   | Cirurgiana plàstica     | Abandonament voluntari           |
| Isidre    | Pare i filla      | 67   | Jubilat                 | 1rs eliminats                    |
| Elisabet  | Pare i filla      | 40   | Fotògrafa               | 1rs eliminats                    |

## Resultats
| Equip     | Dia 1 | Dia 2 | Dia 3 | Dia 4 | Dia 5                           | Dia 6 | Dia 7 | Dia 8 | Dia 9        | Dia 10 | Dia 11 | Dia 12 | Dia 13           | Dia 14 | Dia 15 |  |
| --------- | ----- | ----- | ----- | ----- | ------------------------------- | ----- | ----- | ----- | ------------ | ------ | ------ | ------ | ---------------- | ------ | ------ |  |
| Esterri   | 2ns   | 2ns   | 2ns   | 6ns   | 1rs // A la prova d'eliminació* |       |       |       | Retorn       | 4t     | 1rs    | 2ns    | 2ns              | 1rs    | 1rs    |  |
| Clara     | 2ns   | 2ns   | 2ns   | 6ns   | 1rs // A la prova d'eliminació* |       |       |       | Retorn       | 1a     | 1rs    | 2ns    | 2ns              | 1rs    | 1rs    |  |
| Carme     | 1rs   | 5ns   | 3rs   | 2ns   | 6ns                             | 1rs   | 5ns   |       | Retorn       | 3rs    | 2ns    | 4ts    | Etapa incompleta | 3rs    | 2ns    |  |
| Xevi      | 1rs   | 5ns   | 3rs   | 2ns   | 6ns                             | 1rs   | 5ns   |       | Retorn       | 3rs    | 2ns    | 4ts    | Etapa incompleta | 3rs    | 2ns    |  |
| Sílvia    | 5ns   | 3rs   | 5ns   | 3rs   | 3rs                             | 3rs   | 2ns   | 2ns   | -            | 2ns    | 2ns    | 1rs    | 1rs              | 2ns    |        |  |
| Alejandro | 5ns   | 3rs   | 5ns   | 3rs   | 3rs                             | 3rs   | 2ns   | 2ns   | -            | 2ns    | 2ns    | 1rs    | 1rs              | 2ns    |        |  |
| Quim      | 4ts   | 1rs   | 4ts   | 4ts   | 7ns                             | 2ns   | 4ts   | 3rs   | -            | 5ns    | 5ns    | 3rs    | 3rs              |        |        |  |
| Lluís     | 4ts   | 1rs   | 4ts   | 4ts   | 7ns                             | 2ns   | 4ts   | 3rs   | -            | 5ns    | 5ns    | 3rs    | 3rs              |        |        |  |
| Teresa    | 6es   | 8es   | 7es   | 1es   | 5es                             | 4es   | 1es   | 4es   | -            | 1a     | 4es    |        |                  |        |        |  |
| Piluca    | 6es   | 8es   | 7es   | 1es   | 5es                             | 4es   | 1es   | 4es   | -            | 4a     | 4es    |        |                  |        |        |  |
| Mònica    | 7es   | 4es   | 1es   | 7es   | 4es                             | 5es   | 3es   | 1es   | Abandonament |        |        |        |                  |        |        |  |
| Marta     | 7es   | 4es   | 1es   | 7es   | 4es                             | 5es   | 3es   | 1es   | Abandonament |        |        |        |                  |        |        |  |
| Oriol     | 8ns   | 7ns   | 6ns   | 5ns   | 2ns                             | 6ns   | 6ns   | 5ns   | Abandonament |        |        |        |                  |        |        |  |
| Mireia    | 8ns   | 7ns   | 6ns   | 5ns   | 2ns                             | 6ns   | 6ns   | 5ns   | Abandonament |        |        |        |                  |        |        |  |
| Isidre    | 3rs   | 6ns   | 8ns   |       |                                 |       |       |       |              |        |        |        |                  |        |        |  |
| Elisabet  | 3rs   | 6ns   | 8ns   |       |                                 |       |       |       |              |        |        |        |                  |        |        |  |

Llegenda:
     Guanyen la prova de benefici
     Eliminació
     Guanyadors de La Travessa
     2ns classificats de La Travessa
     3rs classificats de La Travessa
*Tot i estar salvats, van directament a la prova d'eliminació perquè un dels integrants de la parella no ha arribat amb la motxilla fins al final de l'etapa.

## Resum de la travessa

### 1r dia:Pla de Beret- Aparcament de l'Orri (Baqueira)
- Etapa no eliminatòria

#### Localitzacions
- Pla de Beret
- Tuc de Vacivèr
- Estany del Rosari
- Pàrquing d'Orri
- Bagergue

Resum
- Els 8 equips comencen La Travessa al Pla de Beret on un cop desxifrada la contrasenya d'un candau, han de trobar el camí correcte per agafar el telecadira. Després trobaran un mapa per pujar al Tuc de Vacivèr. Més endavant troben el punt de control. Degut a la previsió meteorològica en comptes de fer l'Estany de Pudo i el Tuc de Marimanha baixaran directament a l'Estany del Rosari i el final d'etapa al pàrquing d'Orri.

Punt de control
- Els concursants trien un sobre on tenen la possibilitat d'afegir a una altra parella depenent del sobre escollit 10, 15, 20, 30 o 60 minuts de penalització en una etapa, es pot fer servir en aquella o qualsevol etapa només en el punt de control o es pot decidir no fer servir.

Prova de benefici
- A Bagergue una persona creua un precipici, mentre l'altre l'ajuda estirant una corda, per després fer una pujada corrent i baixar fent ràpel. El premi serà restar-se una hora de l'etapa que l'equip guanyador vulgui.

### 2n dia:Pantà de la Torrassa-Escalarre
- Etapa no eliminatòria

#### Localitzacions
- Pantà de la Torrassa
- Dorve
- Llavorre
- Escalarre
- Espot

Resum
- Els 8 equips comencen al pantà on els 3 equips més ràpids en agafar el sobre podran travessar el pantà en caiac mentre la resta fa el primer tram caminant. Més endavant arriben a Dorve on han de trobar dins d'una de les dues esglésies el següent mapa. Després del punt de control arribaran a Escalarre.

Punt de control
- Es troben un dilema a Llavorre, dos cruïlles de camins i dos habitants del poble; dels quals un sempre diu veritats i l'altre mentides per discernir quin camí és el correcte.

Prova de benefici
- A Espot, després de fer un circuit dispararan bales de pintura a les senyals dels concursants durant tres minuts. Qui més taques tingui anirà directament a la prova d'eliminació i l'equip que apunti millor tindrà la recompensa de no dur motxilla a la propera etapa.

### 3r dia:Alins-Llavorsí
- Etapa eliminatòria

Localitzacions
- Alins
- Bosc de Virós
- Ermita de Sant Lleïr
- Llavorsí
- Noguera Pallaressa

Resum
- La sortida dels 8 equips des d'Alins està marcada pel fet de l'anunci que l'equip que ha estat enviat directament a la prova d'eliminació la podrà evitar si queda en primera posició a l'etapa d'avui. Per aconseguir el primer sobre han de fer una via ferrada de 400 metres. Després del punt de control hauran de fer 7 quilòmetres de pistes i corriols en bicicleta fins a Llavorsí.

Punt de control
- A l'ermita de Sant Lleïr tenen l'opció de tenir un mapa que els dugui al final de l'etapa a canvi de perdre la targeta de penalització de temps donada el primer dia.

Prova d'eliminació
- Els dos equips faran ràfting a la Noguera Pallaressa acompanyats amb dos equips més fins a un punt on ja sols hauran de fer hidrospeed. L'equip que arribi en darrer lloc serà la primera parella eliminada de La Travessa.

### 4t dia:Cova d'Ormini-Organyà
- Etapa no eliminatòria

Localitzacions
- Cova d'Ormini
- Organyà
- Barranc de la Font Bordonera

Resum
- Els 7 equips faran espeleologia dins la Cova d'Ormini per trobar el primer mapa. Els dos equips que no van ser escollits per ajudar a fer la prova d'eliminació escolliran quin objecte del sopar hauran de dur durant tota l'etapa. Més endavant trobaran la següent pista penjada d'un arbre.

Punt de control
- El dilema serà si es vol fer la prova de benefici que serà molt exigent i es poden perdre forces per l'etapa eliminatòria de l'endemà.

Prova de benefici
- L'equip que faci el recorregut de 4 quilòmetres de barranquisme més ràpidament tindrà premi.

### 5è dia:Guardiola de Berguedà-Museu del Ciment(Castellar de n'Hug)
- Etapa eliminatòria

Localitzacions
- Guardiola de Berguedà
- Sant Julià de Cerdanyola
- Mirador del Roc de la Lluna
- Xalet del Catllaràs
- Jardins Artigas
- Museu del Ciment

Resum
- Els equips comencen a Guardiola de Berguedà i hauran de fer una pujada complicada fins a Sant Julià de Cerdanyola. L'equip vencedor de la prova de benefici farà aquesta part de l'etapa en para-motor. Allà hauran de fer un trencaclosques sobre la Fia-Faia per trobar el proper mapa que els fa travessar la Serra del Catllaràs fins al Mirador del Roc de la Lluna on s'hauran de dibuixar ells el proper mapa d'un panell informatiu. Continuaran fins al punt de control. Un cop tenen les bicicletes baixen fins als Jardins Artigas per agafar el Tren del Ciment que els durà al Museu del Ciment. Allà faran la prova d'eliminació.

Punt de control
- Al Xalet de Catllaràs han de buscar una clau (ja la tenien d'una prova anterior) per desfer el candau de les bicicletes.

Prova d'eliminació
- Les dues parelles es troben un panell amb bombetes enceses i apagades que han de memoritzar. La parella que tingui més bona memòria després de respondre unes preguntes sobre el Xalet del Catllaràs i tenir així l'opció de substituir aquelles bombetes apagades. L'equip que quedi amb més bombetes apagades del panell quedarà eliminada.

### 6è dia:Castell de Mataplana(Gombrèn) -Campdevànol
- Etapa no eliminatòria

Localitzacions
- Castell de Mataplana
- El Montgrony
- Gombrèn
- Santuari de Montgrony
- Campdevànol

Resum
- Els 6 equips surten del Castell de Mataplana jugant a la carta més alta. Qui té la carta més alta surt primer i surten amb un decalatge de dos minuts per ordre de carta més alta obtinguda. Caminen per la Ruta de l'Ermità fins a les parets del Montgrony on han de fer escalada per a trobar el proper mapa. Passen per Gombrèn i arriben al punt de control. Més endavant busquen la propera pista en unes bales de palla fins al final d'etapa a Campdevànol.

Punt de control
- Al Santuari de Montgrony hauran de demostrar coneixements sobre geografia catalana. Si encerten se'ls hi restarà 20 minuts al temps de l'etapa; però si erren se'ls hi sumaran 20 minuts. Poden no fer la prova i quedar-se amb el temps actual.

Prova de benefici
- Un dels participants ha de córrer fins a un dels dos tractors i fer un recorregut fins aparcar el màxim de prop possible d'un límit sense aturar-se cap cop. Qui més s'aproximi guanyarà la prova i dos premis: un sopar amb productes de proximitat i un massatge.

### 7è dia:Castell de Llaés-Ciuret
- Etapa eliminatòria

Localitzacions
- Castell de Llaés
- Ciuret

Resum
- Els 6 equips surten del Castell de Llaés caminant del Ripollès cap a Osona. La propera pista es troba entre baumes on hauran de fer escalada pujant una corda. Més endavant trobaran el punt de control. A continuació travessen la collada de Collfred per arribar al final d'etapa a Ciuret.

Punt de control
- Es troben un camí curt i un de llarg. El primer equip es troba una senyal amb la indicació de quin és el camí curt. Tenen l'opció de girar la senyal. L'equip del darrere haurà de pensar si els han canviat el rètol o no. La resta també té l'opció de girar el cartell per al proper equip.

Prova d'eliminació
- Les dues parelles han de desxifrar una dita catalana en una prova de memòria mirant un panell i memoritzant una codificació de xifres i lletres. Qui encerti la dita es salvarà de l'eliminació.

### 8è dia: Ciuret -Volcà del Croscat[9]
- Etapa no eliminatòria

Localitzacions
- Ciuret
- Escletxes de la Freixeneda
- Salt de Sallent
- El Mallol
- Parc de la Pedra Tosca (Les Presses)
- Volcà del Croscat

Resum
- Els primers poden triar l'ordre de sortida, avui compten els temps a partir de l'inici de la primera parella. Surten cada 5 minuts. Durant el camí han de cercar un mapa d'orientació i dins les Escletxes de la Freixeneda trobar el material per a fer el ràpel. Un cop al Salt de Sallent poden fer el ràpel de 180 metres o caminar el camí tenint una penalització de 20 minuts. Més endavant hi ha situat el punt de control i un cop passat aniran en bici fins al Parc de la Pedra Tosca. Allà buscaran noves peces per a trobar el proper mapa fins al final d'etapa al Volcà del Croscat.

Punt de control
- A El Mallol es troben un dilema, han de restar de 5 minuts a mitja hora a un altre equip. Per a ells mateixos se'ls hi sumarà la mateixa quantitat de temps.

Prova de benefici
- La prova és culinària i qui guanyi serà el que repliqui millor el plat típic de la zona; les patates d'Olot.

### 9è dia: -
L'etapa de no es realitza degut al mal temps.

### 10è dia:Sadernes-Torre dels Moros[9]
- Etapa no eliminatòria

Localitzacions
- Sadernes
- Riera de Sant Aniol
- Pont d'en Valentí
- Bassegoda
- Torre dels Moros
- Pantà de Darnius-Boadella

Resum
- Els guanyadors de la prova de benefici han de separar dos equips i barrejar els seus participants. Avui no hi ha el camí marcat als mapes. Surten de Sardenes i caminant al costat de la riera de Sant Aniol on en un gorg han de buscar un nou mapa i del Congost de Sant Aniol on travessaran amb una tirolina per arribar al punt de control. Passat aquest punt seguiran per Bassegoda fins al final d'etapa situat a la Torre dels Moros.

Punt de control
- Al Pont d'en Valentí els equips hauran de decidir si disposen d'una trucada telefònica de 3 minuts amb la gent que enyora, si l'accepten no tenen l'opció d'anar a la prova de benefici.

Prova de benefici
- Al Pantà de Darnius-Boadella les dues parelles han de resoldre un problema matemàtic i representar-lo en caixes de cartró. Han de fer un càlcul que involucra la despesa mensual d'aigua per persona a Catalunya.

### 11è dia: Pantà de Darnius-Boadella -La Vajol
- Etapa eliminatòria

Localitzacions
- Pantà de Darnius-Boadella
- Darnius
- La Vajol
- Mina d'en Negrín

Resum
- Els 5 equips surten des del Pantà de Darnius-Boadella. Els concursants han de muntar una barca amb una pista aconseguida el dia abans i travessar fins l'altre banda del pantà. Els vencedors de la prova de benefici fan aquesta part en caiac. A continuació passaran pel Serrat del Sentinella, el Mirador de la Tortuga i el Mirador de Darnius abans d'arribar al punt de control. Després continuaran fins a La Vajol, final d'etapa.

Punt de control
- Els equips han de triar a qui atorgar una pista de cara a la prova d'eliminació.

Prova d'eliminació
- Les dues parelles hauran de superar un scaperoom a la Mina d'en Negrín. Després de resoldre unes pistes, hauran de trobar uns lingots d'or dins d'una caixa forta per seguir a La Travessa.

### 12è dia:Castell de Requesens-Espolla
- Etapa no eliminatòria

Localitzacions
- Castell de Requesens
- Dolmen de Mesclans
- Espolla

Resum
- Un dels membres de la parella ha de trobar a l'altre que ha estat conduïda amb una vena als ulls en un dels punts més alts del castell. Un cop retrobats han de baixar i buscar el proper mapa dins d'una de les basses de l'entrada del castell. Després continuen pel Dolmen de Mesclans on troben la pista d'un dilema que es resol a Espolla quan arriben al punt de control. L'etapa es suspèn en aquest punt degut al retard pel mal estat del camí i per possibles cops de calor.

Punt de control
- Si una única parella decideix trair a la resta anirà directament a la final de La Travessa. Si hi ha dues o tres parelles que prenen la decisió de trair es sumarien 20 minuts a les parelles traïdores per a l'etapa eliminatòria de l'endemà i si totes o cap ho fan tot quedaria igual.

### 13è dia:Rabós-Església de Sant Gil
- Etapa eliminatòria

Localitzacions
- Monestir de Sant Quirze de Colera
- Rabós
- Vilamaniscle
- Església de Sant Gil
- Llançà

Prova de benefici
- Els 2 equips juguen a estirar la corda al millor de 3 intents al Monestir de Sant Quirze de Colera.

Resum
- L'etapa és individual i d'orientació. L'equip guanyador de la prova de benefici podrà fer-la en parella. Primer han de trobar una pipeta d'or al riu Orlina cadascú de la parella, i a continuació se'ls hi donarà un mapa per anar individualment per dos camins fins a Vilamaniscle trobant les fites i més tard a l'església de Sant Gil, final d'etapa. No hi ha punt de control.

Prova d'eliminació
- Al port de Llançà durant 15 minuts els dos equips han de fer nusos en uns palets. A continuació hauran de desfer els nusos del palet de l'equip contrari; qui abans ho aconsegueixi serà el tercer equip finalista i l'equip perdedor se n'anirà cap a casa.

### 14è dia:Mirador de Mas Ventós-Far de s'Arenella
- Etapa eliminatòria

Localitzacions
- Mirador de Mas Ventós
- Cova de la Veta Negra
- Monestir de Sant Pere de Rodes
- Far de s'Arenella
- El Port de la Selva

Resum
L'etapa s'inicia al Mirador de Mas Ventós. Per sortir els primers han d'endevinar des del mirador quina distància hi ha fins al Cap de Creus. Sortiran en períodes de 3 minuts de diferència per ordre de més encert a menys. Caminen per l'Ermita de Sant Onofre i la Serra de Rodes fins a la Cova de la Veta Negra. Allà a la cova han de trobar el següent mapa. Seguiran pel Castell de Sant Salvador fins al Monestir de Sant Pere de Rodes on hi haurà el darrer punt de control del programa. A continuació descendeixen fins al Far de s'Arenella.
Punt de Control
Hauran de decidir si compren una bossa amb material molt beneficiós per a la prova d'eliminació. Cada equip que decideixi obtenir-la restarà 1000€ del premi total del programa.
Prova d'eliminació
Els dos equips hauran de fer 1200 metres que separen la Badia de El Port de La Selva en caiac i els darrers 200 metres nedant fins a la Platja de les Violetes. El primer equip que hi arribi assolirà la final.

### 15è dia:L'Escala-Cap de Creus[10]
- Etapa final

Localitzacions
- Platja de les Clisques
- L'Escala
- Cap de Creus

Resum
La prova final consisteix en un mapa on hi ha marcat 7 punts per trobar set peces d'un puzle mentre fan escalada, passen per un búnquer, la Torre de Montgó, fan rapel, salten al mar, descendeixen per dins un pou al mar, fan caiac i submarinisme. Un cop tenen les peces han de sumar els quilòmetres totals de la travessa. Qui calculi correctament primer la xifra correcte guanyarà el concurs.

## Recepció

#### Audiències televisives
| Episodi             | Data original d'emissió | Data d'emissió TV3 | Espectadors    |
| ------------------- | ----------------------- | ------------------ | -------------- |
| 1. L'aventura       | 30 octubre de 2023      | 7 de juny de 2024  | 104.000 (6,7%) |
| 2. La resistència   | 30 octubre de 2023      | 14 de juny de 2024 | 84.000 (5,6%)  |
| 3. La força         | 30 octubre de 2023      | 21 de juny de 2024 | (1,9%)         |
| 4. Els límits       | 10 de novembre de 2023  |                    |                |
| 5. L'instint        | 10 de novembre de 2023  |                    |                |
| 6. La supervivència | 10 de novembre de 2023  |                    |                |
| 7. La fe            | 17 de novembre de 2023  |                    |                |
| 8. El destí         | 24 de novembre de 2023  |                    |                |

#### Audiències digitals
El programa va ser l'espai més vist de la nova plataforma 3cat durant els seus primers dies d'emissió.
La cadena, va informar el 18 de gener de 2024 que la primera temporada ha tingut més d'1.500.000 reproduccions a la plataforma digital 3Cat. Altres dades donades del ressò del concurs a les xarxes socials són les gairebé 10 milions de reproduccions d'on destaquen els 5 milions de reproduccions a Instagram i 4,4 milions a TiKToK.